# جوزپه پیزانو
جوزپه پیزانو (انگلیسی: Giuseppe Pisano؛ زادهٔ ۲۶ آوریل ۱۹۸۸) بازیکن فوتبال اهل آلمان است.
از باشگاه‌هایی که در آن بازی کرده‌است می‌توان به باشگاه فوتبال زاربروکن اشاره کرد.